# Južna Norveška
Južna Norveška (norveško Sørlandet; dobesedno 'Južna dežela') je geografska regija (landsdel) vzdolž obale Skagerraka na južnem Norveškem. Regija je neuraden opis, saj nima nobene administrativne funkcije. Približno ustreza staremu majhnemu kraljestvu Agder kot tudi dvema nekdanjima grofijama Vest-Agder in Aust-Agder. Od novega leta 2020 sta okrožji združeni v eno, Agder. Skupna površina okrajev Vest-Agder in Aust-Agder je 16.493 kvadratnih kilometrov. Ime je relativno novo, saj je bilo prvič uporabljeno na Norveškem okoli leta 1900.
Regija vključuje obalna območja vzdolž Skagerraka in sega v notranjost do gorovja Setesdalsheiene. Od gora proti jugu in vzhodu do morja poteka veliko velikih dolin. Najvišja točka v regiji je Sæbyggjenuten s 1507 m.

## Etimologija
Sørlandet se nanaša na regijo ob reki Skaggerak na jugovzhodu Norveške. Tega imena ne smemo zamenjevati z norveškim izrazom Sør-Norge, ki dobesedno pomeni Južno Norveško (v nasprotju s Severno Norveško). Ta regija se je v zgodovini imenovala Agder in je bila pred stoletji majhno kraljestvo. Ime Agder je bilo v stari norveščini znano kot Agðir in se domneva, da je povezano z besedo ǫgd (ostro).

## Zgodovina
Južna Norveška je najmlajša od številnih starih regij na Norveškem; ustanovljena je bila kmalu za regijo Severna Norveška. Ime Sørlandet je prvi uporabil avtor Vilhelm Krag. Krag je predlagal, da bi moral biti Sørlandet večji, kot je danes, predlagal je od Egersunda do Grenlandije. Današnja uporaba Sørlandet se običajno nanaša na območje, ki je manjše od tega, vendar uradne meje ni. Že leta 1865 se je govorilo o »južnih norveških ladjah«.
Ime in sodoben koncept tega dela države kot ločene regije je že leta 1902 uvedel domači avtor Vilhelm Krag. Pred tem je območje veljalo za del Zahodne Norveške. Južna Norveška približno sovpada z zgodovinskim majhnim kraljestvom Agder, ki je dobilo ime po dveh konstitutivnih grofijah: Vest-Agder in Aust-Agder ter univerzi Agder.
Če je Južna Norveška opredeljena kot neformalna regija, je morda bolj pravilno opredeljena kot obalni pas Skagerraka, s čimer so izključene notranje doline na severu. Občasno se lahko sosednji deli okrožij Rogaland in Telemark štejejo tudi za del te regije.
Tradicionalno je bila skrajna vzhodna meja Agderja Rygjarbit, ki naj bi bil Gjernestangen v današnji občini Risør, lahko pa bi bila tudi ožina med Askerøyo in Lyngørjem v Tvedestrandu.

## Geografija
Južna Norveška obsega 16.435 kvadratnih kilometrov s skupno 285.184 prebivalci (1. oktober 2011), razdeljenimi med 30 občin. Zaradi tega je Sørlandet tudi daleč najmanjši del države, s 5,7 % prebivalstva in 5,1 % celinskega območja Norveške. Gostota prebivalstva je 17,4/km².
Arendal (mesto iz 16. stoletja), Risør (iz 1630) in Mandal (mesto iz 1632) so najstarejše mestne skupnosti v okrožju, medtem ko je Kristiansand najpomembnejše in največje mesto od ustanovitve leta 1641. Južna Norveška ima skupno deset mest.
Sørlandet je najjužnejši del Norveške. Poleti nizek tlak običajno prihaja nad Norveško zahodneje in severneje. Bližina obale kljub temu pomeni, da so zime relativno mile, medtem ko tudi poletja niso zelo vroča, država ima tipično primorsko podnebje. Sørlandet je poleti priljubljen del države. Številni iz območja glavnega mesta Osla in iz sosednjega okrožja na zahodu, Rogalanda, imajo nepremičnine za prosti čas v regiji.

### Regionalna prestolnica
Najpomembnejše je bilo to, da je imel Kristijan IV. Danski ambicije, da Kristiansand postane regionalna prestolnica, tako kot Bergen, Trondheim in Tromsø. Po več pregledih na tem območju se je kralj leta 1641 odločil, kje naj bo mesto. Leta 1682 je bila ustanovljena škofija Kristiansand, ko je bil škofovski sedež prestavljen iz Stavangerja v Kristiansand. Mesto je nato postalo škofija. Pred tem so bili trgovski in meščanski privilegiji od visokega srednjega veka dvojni: trgovski meščani v Tønsbergu so imeli na splošno ekskluzivne pravice do izvoza v velikih delih Agderja, medtem ko so imeli meščani v Landskroni podobne pravice v delih Vest- Agder od 14. stoletja. Arendal ni imel statusa mesta, z ustanovitvijo Kristiansanda pa je Agder dobil svoje privilegirano mesto, v katerem so se morali naseliti vsi izvozniki in meščani.
Kristiansand in Arendal sta v zadnjem času edini večji mesti v regiji. Oba sta upravni mesti za okrožje Agder in se včasih vidita kot tekmeca v različnih kontekstih. Ko se je kralj leta 1641 odločil, da se morajo vsi državljani v regiji preseliti v mesto Kristiansand, se trgovci v Arendalu niso hoteli preseliti in so se izognili plačilu letne pristojbine novemu mestu Otra. Tudi po tem, ko je Arendal leta 1723 prejel status mesta, je bilo treba to pristojbino plačati. Območje, ki je danes velika občina Arendal, je imelo do pribl. 1950 večje število prebivalcev kot Kristiansand. Združevanje okrajev, lokacija bolnišnic in kulturno rivalstvo, povezano z glasbenimi festivali, so bile aktualne teme spora v obdobju 2005–2010.

## Gospodarstvo
Ključne gospodarske panoge v Južni Norveški so gozdarstvo, kmetijstvo in turizem. Turizem je zelo pomemben tako poleti zaradi mile klime kot tudi pozimi z dobrimi smučarskimi pogoji. Obstajajo priljubljena smučišča, kot sta Hovden v dolini Setesdal in Bortelid v občini Åseral. Kmetije v tej regiji so zaradi topografije na splošno majhne. Prireja mleka je največji kmetijski namen, predvsem v Vest-Agderju. Notranja območja regije imajo običajno več ovčereje. Najproduktivnejši gozdovi so v notranjosti regije. Ribiška industrija v tej regiji ni zelo velika, vendar obstaja. Proizvodnja hidroelektrične energije je tudi večji del gospodarstva s številnimi elektrarnami na večini večjih rečnih sistemov po vsej regiji.